# Daniel Cohn-Bendit
Daniel Cohn-Bendit, född 4 april 1945 i Montauban i Tarn-et-Garonne, är en fransk-tysk politiker och före detta studentledare. Han var ledande inom 68-vänstern under majrevolten 1968, men blev därefter ekologist. Han var guvernörsadjunkt i Frankfurt am Main ledamot i Europaparlamentet 1994-2014. Han är sedan 2010 aktiv i Spinelligruppen och förespråkar en federal europeisk stat.

## Biografi
Daniel Cohn-Bendit föddes i Frankrike som son till en tysk far och en fransk mor. Han var utan medborgarskap i något land fram till 18 års ålder då han blev västtysk medborgare för att undslippa fransk värnplikt (bodde därefter i Frankrike). Medlem i Fédération Anarchiste som han kollektivt lämnade 1967 tillsammans med Groupe anarchiste de Nanterre för att gå med i Noir Et Rouge.
Han var en av förgrundsfigurerna i det franska majupproret 1968 på universiteten Nanterre och Sorbonne som kom att bli den första större vågen av radikalitet i den politiska vänsterstormen under 60-talets slut. Deltagandet ledde till utvisning ur franskt territorium, med en bannlysning som höll sig till 1978. Mellan dessa år levde Cohn-Bendit ett politiskt inaktivt liv i Tyskland.
1981 bröt han med den anarkismen när han stödde komikern Coluche i det franska presidentvalet. 1986 blev hans övergivande av det revolutionära perspektivet officiellt genom boken Nous l'avons tant aimé, la Révolution (Vi som älskade revolutionen så). Han kom senare själv att personifiera just den överhet studentrörelsen i Paris försökte göra sig av med. Även som grön politiker i Tyskland gjorde han banbrytande avtryck, inte minst genom sin uppgörelse med den pacifistiska traditionen. Han gav stöd åt bombningarna i Kosovo och ett stort antal militära insatser har legitimerats parlamentariskt av gröna partier sedan dess.[källa behövs]
1994 blev Cohn-Bendit tysk ledamot i Europaparlamentet som representant för de europeiska ekologisterna. 1999 omvaldes han som fransk ledamot, 2004 som tysk ledamot och återigen 2009 som fransk ledamot. Han var 2002-2014 medordförande för Europaparlamentets grupp De gröna/Europeiska fria alliansen. I mitten av 00-talet var han även språkrör för Europeiska gröna partiet. 
2013 inledde det tyska miljöpartiet Die Grünen en utredning av vad man såg som ett utbrett förespråkande av pedofili inom partiet under 80-talet. I samband med detta uppmärksammades boken Le Grand Bazar, som Cohn-Bendit skrivit och publicerat 1975. I boken förespråkar han legalisering av sexuella kontakter mellan vuxna och barn, och beskriver sexuella kontakter han själv haft med barn under sin tid som anställd på ett "anti-auktoritärt dagis". Cohn-Bendit bemötte utredningen med att förneka att händelserna han skildrar i boken ägt rum, och menade att syftet var att chocka det "borgerliga samhället".
Under sin sista mandatperiod i EU-parlament (2009–2014) var Daniel Cohn-Bendit också ledamot i Talmanskonferensen samt i Budgetutskottet. Cohn-Bendit förespråkar idag en federal europeisk stat.

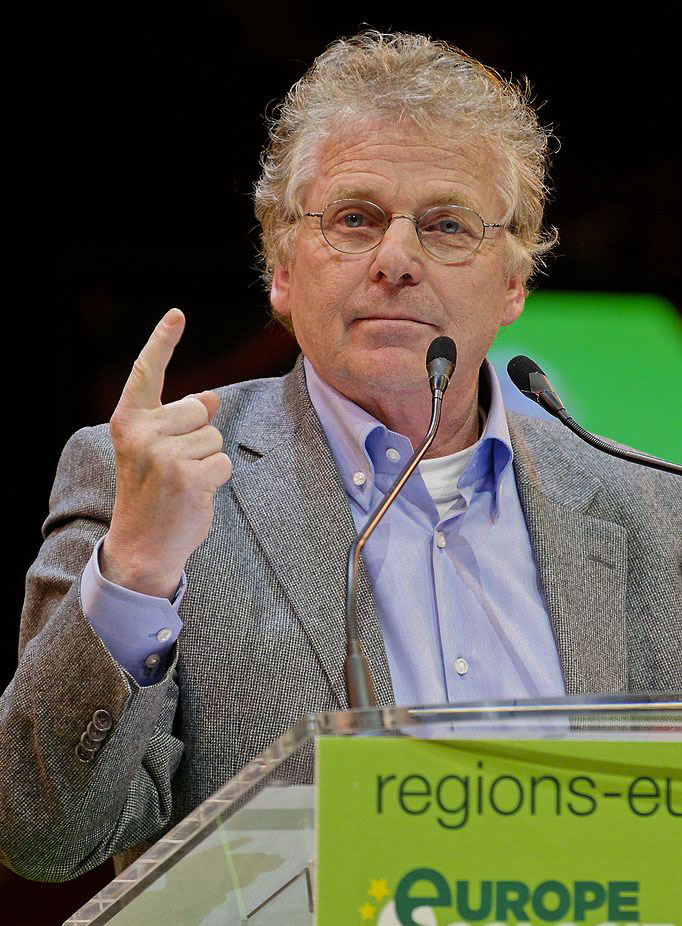
Daniel Cohn-Bendit 2010.
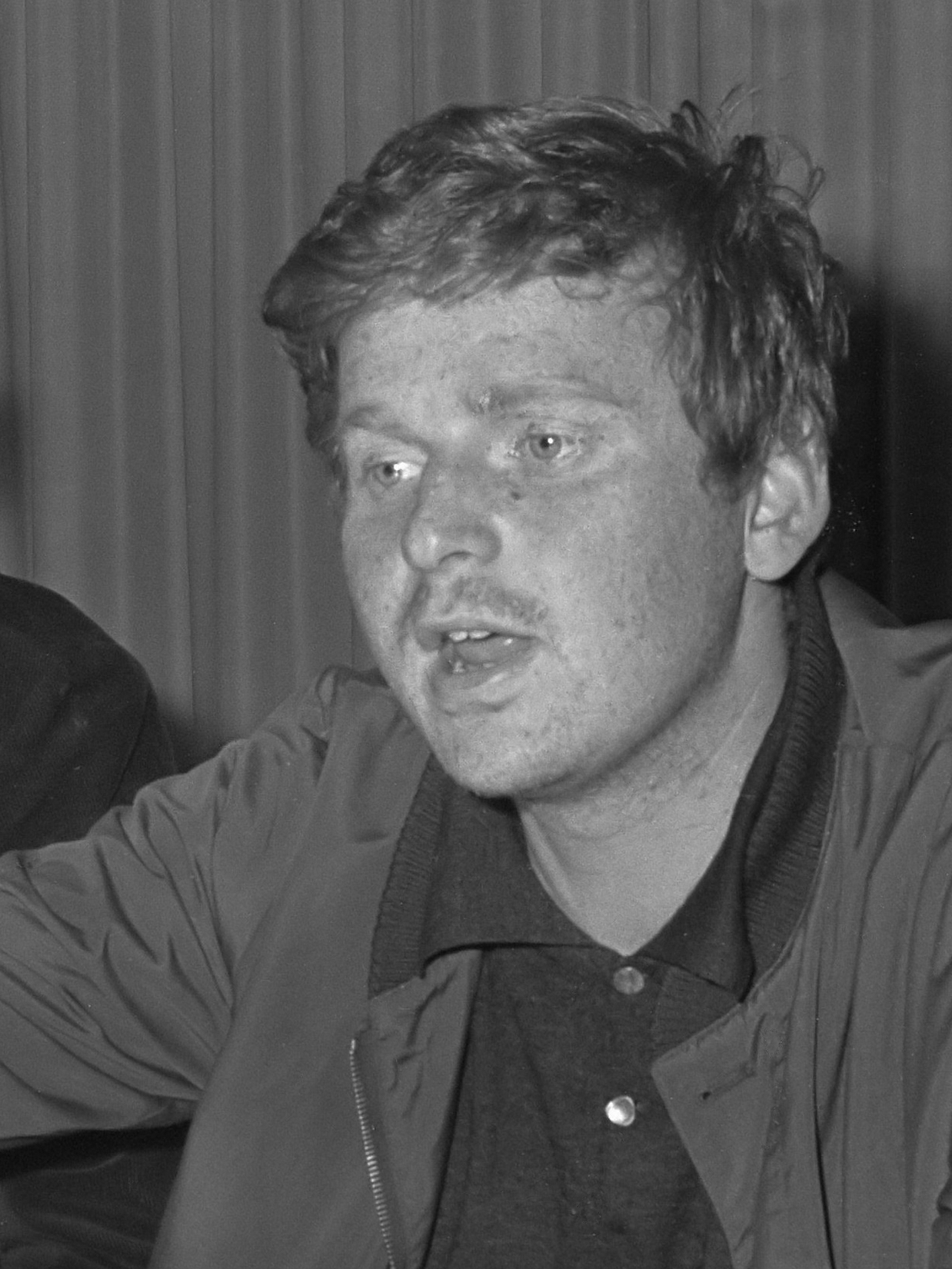
Daniel Cohn-Bendit 1968.